# Aigurande
Aigurande é uma comuna francesa na região administrativa do Centro, no departamento Indre. Estende-se por uma área de 27,6 km². Em 2010 a comuna tinha 1 453 habitantes (densidade: 52,6 hab./km²).